# AC Boulogne-Billancourt
Az Athletic Club de Boulogne-Billancourt vagy ACBB sportklub Franciaországban, Boulogne-Billancourt településen. Minden sportágat egybevéve 28 olimpiai érmest adtak.

## Híres sportolók
- Jacques Anquetil
- Larbi Benboudaoud
- Bernard Brégeon
- Alain Calmat
- Catherine Fleury
- Philippe Lacarrière
- Nick Mallett
- Cécile Nowak
- Loïc Pietri
- Stephen Roche
- Jean-Luc Rougé
- Gilles Rousset
- Bernard Thévenet
- Michel Vermeulin